# Stalowa Wola
Stalowa Wola là một thị trấn thuộc huyện Stalowowolski, tỉnh Podkarpackie ở đông-nam Ba Lan. Thị trấn có diện tích 83 km². Đến ngày 1 tháng 1 năm 2011, dân số của thị trấn là 63371 người và mật độ 768 người/km².